# 苯丙氨酸
苯丙氨酸（Phenylalanine，簡稱Phe或F），是二十種常見胺基酸的一種，化學式為：C6H5CH2CH(NH2)COOH，在室溫下為粉末狀固體。它是一種必需胺基酸，人體無法自行合成，必須從飲食中攝取。因為分子一端的苯環具有疏水性，所以苯丙胺酸被分類為非極性分子，在调味粉里非常常见。
L-苯丙胺酸(LPA)為一種電中性胺基酸，它的合成密碼子为"UUU"和"UUC"。苯丙氨酸作為酪氨酸，單胺類信號傳導分子的多巴胺，去甲腎上腺素，和腎上腺素，以及皮膚色素的黑色素的前體。苯丙氨酸是在哺乳動物的乳汁中天然發現。它用於食品和飲料產品的製造，並作為以其著名的止痛和抗抑鬱作用的營養補充劑出售。它是一種神經調節劑苯乙胺的直接前體，一種常用的膳食補充劑。
一般由植物生成苯丙胺酸，如下圖：

## 歷史
1879年，Schulze與Barbieri在觀察黃羽扇豆的報告中，首度提到了關於苯丙氨酸的化學描述。他們為該物質提出了一個經驗化學式，C9H11NO2。
1882年，埃米尔·埃伦迈尔與Lipp成功的使用苯乙醛、氰化氫與氨合成了苯丙氨酸。
1961年，馬歇爾·沃倫·尼倫伯格與J. Heinrich Matthaei發現了苯丙氨酸對應的遗传密码，UUU。在實驗中，他們使用mRNA將尿嘧啶插入大腸桿菌的基因組，發現所製造出來的多肽链完全由苯丙氨酸構成。這個發現揭露了基因組與蛋白質的關係，尼倫伯格也因此獲得了1968年的諾貝爾生理學或醫學獎。

## 其他生理作用
L-苯丙氨酸可被轉換成另外一种DNA编码氨基酸L-酪氨酸。L-酪氨酸之後会被转换为L-多巴，L-DOPA接着会被转换为多巴胺、去甲肾上腺素和肾上腺素，这3种物质都属於儿茶酚胺。
苯丙氨酸与色氨酸使用相同的主动转运通道来穿过血脑屏障，并在大剂量的情况下阻止血清張力素的产生。

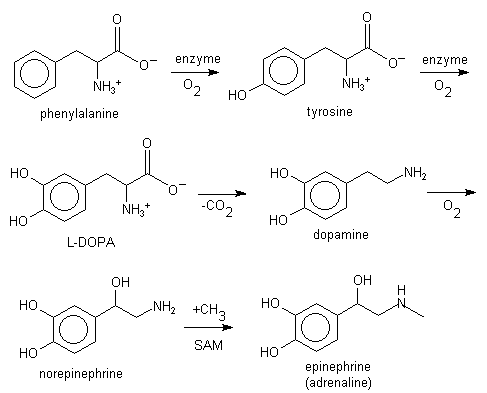
在人類苯丙氨酸最終可代謝成一系列不同的物質。

木脂素来自苯丙氨酸和酪氨酸。苯丙氨酸可被苯丙氨酸解氨酶转换成肉桂酸。

## 苯丙酮尿症
当基因缺陷影响苯丙氨酸羟化酶使得人体代谢苯丙氨酸的能力下降，会导致从食物中摄取的苯丙氨酸在体内堆积，浓度过高产生毒性，影响神经系统，称为苯丙酮尿症。患者需终身调整饮食减少苯丙氨酸的摄入。